# UNetbootin
Unetbootin est un utilitaire multiplateforme qui permet de créer des systèmes live USB, et peut charger de multiples utilitaires ou permettre l’installation de diverses distributions Linux sans utiliser de CD.

## Fonctionnalités
UNetbootin permet de créer une clé USB ou un disque dur externe USB bootable.
- Il est multiplateforme (il existe pour Linux, Mac et Windows).
- Il permet des installations non-destructrices (sans formater le disque) en utilisant Syslinux.
- Il supporte une grande variété de distributions Linux, par exemple : Arch Linux, CentOS, Debian, Fedora, FreeBSD, FreeDOS, LinuxConsole, Linux Mint, Mandriva Linux, openSUSE, NetBSD, Slackware, Ubuntu, et leurs dérivés.
- Il peut charger une grande variété d'outils système, notamment Ophcrack, BackTrack ou Gujin.
- Il détecte automatiquement les disques USB.
- D'autres systèmes d'exploitation peuvent être pris en charge via le téléchargement d'une image disque, ou en utilisant un noyau Linux, un initrd ou des images disque personnalisées.

Contrairement à Wubi, une installation réalisée grâce à UNetbootin sera faite dans une partition à part entière et non pas dans un simple fichier, permettant ainsi un double-boot.